# Tumulus (megalit)
Tumulus je vrsta okrogle gomile (angleško barrow, nemško hügelgrab, rusko kurgan, irsko cairn, valižansko carnedd, škotsko càrn, portugalsko mamoas) in je ena izmed najbolj pogostih vrst arheoloških spomenikov. Čeprav so skoncentrirane v Evropi, jih najdemo v mnogih delih sveta, verjetno zaradi svoje enostavne konstrukcije in univerzalnega namena.

## Opis
Najenostavnejši tumulus je polokrogel kup zemlje in / ali kamna, dvignjen nad grobom, ki je postavljen v sredini. Za tem obstajajo številne različice, ki imajo lahko okrog jarek, kamnite robnike ali ravne berme med jarkom in nasipom. Konstrukcijske metode so v razponu od zelo enostavno nasutega materiala do kompleksne gradnje, ki vključuje izmenične plasti kamna, zemlje in šote ali lesa ali protja, ki se je uporablja za pomoč pri utrditvi strukture.
Osrednji grob je lahko nameščen v kamnito komoro ali zaboj ali vklesan grob. Obe načina pokopa, s truplom in kremiranje, je mogoče najti v posodah.
Številni tumulusi imajo okoli še več pokopov ali pozneje vstavljene v samo gomilo. V nekaterih primerih se ti pojavijo več sto ali celo več tisoč let po tem, ko je bil zgrajena prvi tumulus in so pripadali povsem različnimi kulturam.
Številni podtipi tumulusov so: zvončast, skledast, diskast,…

## Primeri

### Danska
Danska ima mnogo tumulusov, vključno okrogle gomile. Slednje so bile zgrajena v zelo širokem razponu časa in kultur, od neolitske kamene dobe do vikinške dobe in kaže veliko spremembo gradbenega projektiranja, medtem ko je vsem skupna zunanja podoba. Tumulusi so zaščiteni z zakonom iz leta 1937.
- Loddenhøj blizu Aarhusa. Mnogomanjši tumulusi na Danskem so obkroženi s polji.
- Tinghøjen blizu Randersa. Mnogi tumulusi so preraščeni z grmovjem in drevesi.
- Dva tumulusa pri Jellingu iz vikinške dobe sta najmlajša na Danskem.

### Britansko otočje
Na Britanskem otočju okrogli tumulusi segajo v zgodnjo bronasto dobo, čeprav so znani tudi neolitski primeri. Kasnejše okrogle gomile so tudi rimske, vikinške in saške. Primeri vključujejo tipe Rillaton barrow in Round Loaf. Če je več sodobnih okroglih gomil združenih, se območje imenuje gomilno pokopališče.